# Park nad Jasieńcem
Park Nad Jasieńcem – obszar zieleni miejskiej w Łodzi w dzielnicy Polesie w pobliżu ulicy Cieplarnianej utworzony w 2022 r.

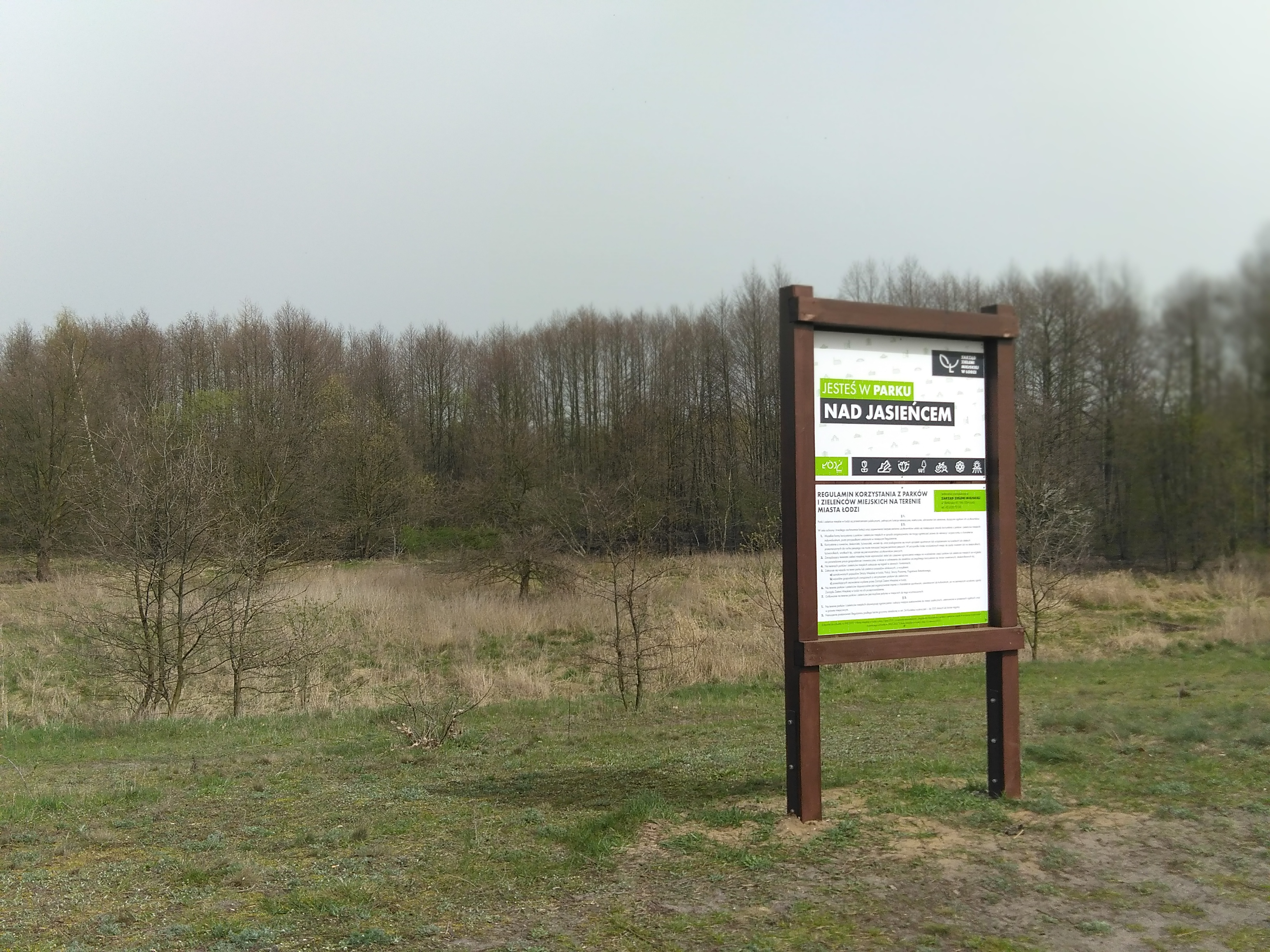
Park nad Jasieńcem (2024)

## Charakterystyka
Park zajmuje powierzchnię ok. 2,5 ha. Ma charakter parku leśnego. Celem jego utworzenia, była ochrona ekosystemu charakterystycznego dla terenów podmokłych i zalewowych, z czym wiąże się minimalna ingerencja w naturalny krajobraz obszaru. Zlokalizowany jest wzdłuż koryta rzeki Jasieniec. Rzeźba terenu została ukształtowana przez działalność erozyjną i akumulacyjną tej rzeki. Szata roślinna jest typowa dla terenów podmokłych z przewagą olszy czarnej.